# Jimmy Connors
Jimmy Connors, all'anagrafe James Scott Connors (East St. Louis, 2 settembre 1952), è un ex tennista e allenatore di tennis statunitense.
Soprannominato Jimbo, è considerato fra i più grandi giocatori nella storia del tennis. Con 109 titoli vinti, è il tennista che ha vinto più tornei nel singolare maschile nell'era Open, vincendo nel corso della carriera otto tornei di singolare del Grande Slam (arrivando altre sette volte in finale) e due titoli di doppio.
È stato a lungo al primo posto nel ranking mondiale negli anni settanta (ha concluso l'anno in testa alla classifica mondiale dal 1974 al 1978, stabilendo il nuovo primato poi battuto da Ivan Lendl), riaffacciandosi poi in vetta alle classifiche (è stato numero 1 per 13 settimane) negli anni ottanta, dopo il ritiro del suo grande rivale Björn Borg.
È stato inserito nella International Tennis Hall of Fame nel 1998.

## Biografia
Cresciuto a Belleville, nell'Illinois, Connors impara a giocare a tennis dalla madre e all'età di otto anni partecipa all'U.S. boys' 11-and-under del 1961. La madre Gloria, visto il suo talento, lo porta da Pancho Segura per farlo seguire da un professionista.
Connors è stato fidanzato con Chris Evert, con cui ha disputato anche dei tornei di doppio misto. I due avrebbero dovuto sposarsi l'8 novembre 1974, ma il matrimonio fu rinviato e poi annullato, e i due nel 1975 diedero la notizia della fine della loro relazione, poco prima del torneo di Wimbledon. Nel maggio 2013 Connors pubblica la propria autobiografia, in cui dichiara che la fine della loro relazione fu dovuta al fatto che la Evert era incinta e prese unilateralmente la decisione di interrompere la gravidanza.
Nel 1977 è stato sentimentalmente legato alla Miss Mondo Marjorie Wallace. Nel 1979 sposa la modella di Playboy Patti McGuire; la coppia ha due figli e vive in California, a Santa Barbara.
L'8 gennaio 2007 la madre, prima insegnante di tennis di Connors, muore a 82 anni.

## Carriera

### 1970-1972: Primi anni
Debutta nel 1970, ancora dilettante, non vince tornei ma riesce a mettersi in mostra giocando delle ottime partite, in particolare la vittoria contro Roy Emerson nel primo turno del Pacific Southwest Open di Los Angeles. Partecipa anche al primo US Open della sua carriera perdendo subito contro Mark Cox.
Nel 1971 Connors vince il titolo NCAA in singolare frequentando l'Università della California a Los Angeles, quello stesso anno raggiunge le finali nei tornei di Columbus e Los Angeles, ma viene sconfitto rispettivamente da Tom Gorman e Pancho Gonzales. Tenta nuovamente l'avventura nello Slam casalingo, stavolta vince al primo turno contro Alex Olmedo ma viene eliminato da Colin Dibley nell'incontro successivo.
Connors divenne professionista nel 1972 e inizia subito a raggiungere finali nei tornei. A Roanoke vince il suo primo titolo minore da professionista e nel corso dell'anno raggiunge altre 9 finali vincendone 6, superando tra gli altri Guillermo Vilas e Roscoe Tanner. Nel Grande Slam inizia ad ottenere i primi risultati di rilievo: a Parigi arriva al secondo turno contro Harold Solomon, sull'erba londinese attrae l'attenzione arrivando fino ai quarti di finale superando Panatta, ma venendo eliminato da Ilie Năstase. Nello Slam americano esce subito ad opera di Tom Gorman. Grazie a questi risultati si qualifica al suo primo anno al Masters arrivando in semifinale, battuto ancora da Ilie Năstase.

### 1973-1979: Gli anni migliori

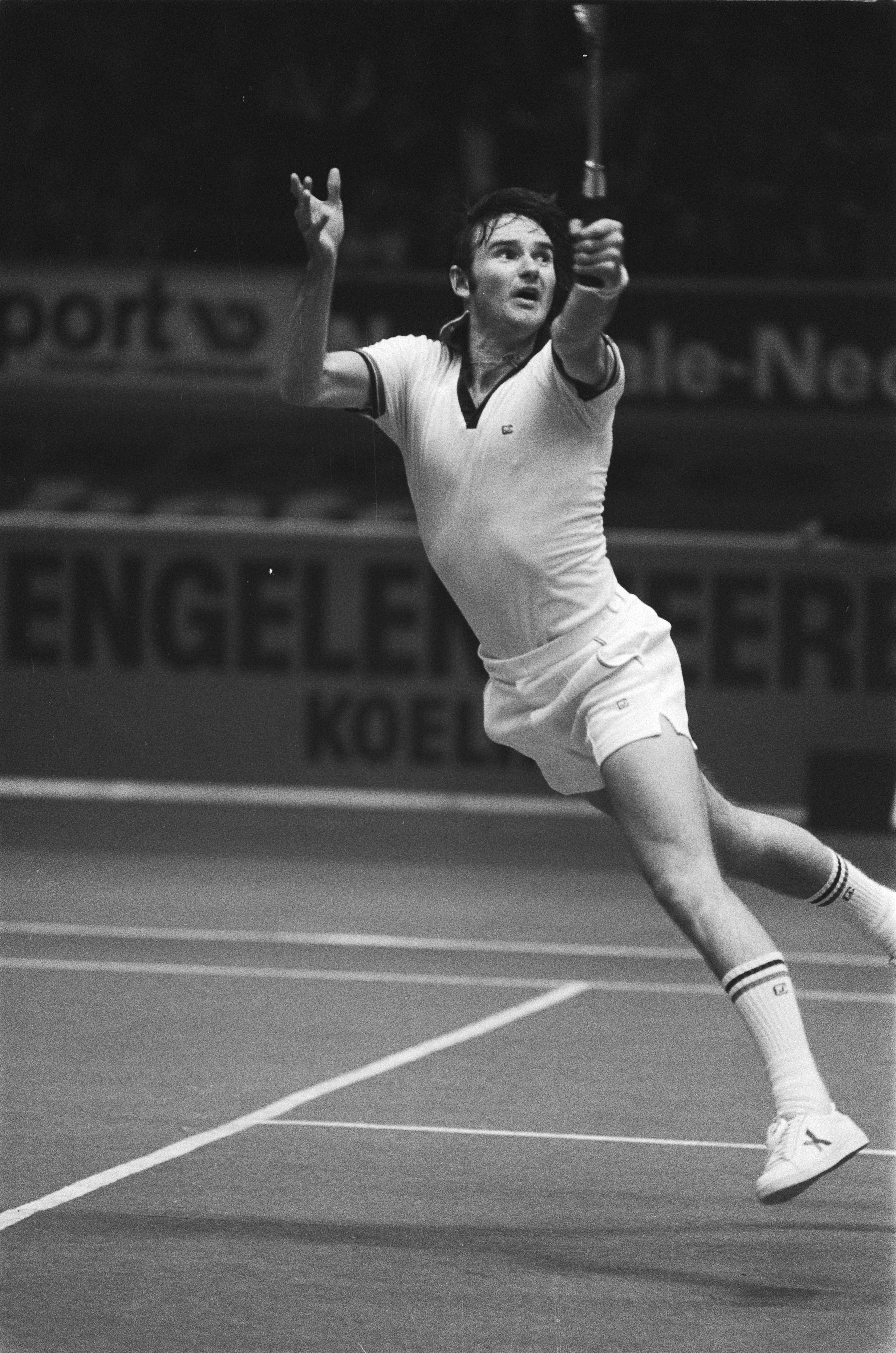
Jimmy Connors in azione

L'anno seguente è il primo giocato da Connors ad alti livelli. Riesce ad aggiudicarsi diversi tornei minori, battendo anche Năstase ad Hampton prima di vincere lo U.S. Pro Tennis Championships di Boston battendo Arthur Ashe con il punteggio di 6-3, 4-6, 6-4, 3-6, 6-2. Sempre contro Ashe vincerà anche Johannesburg, nel frattempo aveva battuto Tom Okker a Los Angeles conquistando tre tornei di categoria Group A in un solo anno. Nel Roland Garros esce al primo turno nel singolare ma raggiunge la finale nel doppio insieme a Ilie Năstase ma la coppia verrà sconfitta. A Wimbledon conferma il risultato dell'anno precedente arrivando ai quarti di finale battuto dal sovietico Alex Metreveli, si aggiudica invece il torneo di doppio maschile sempre in coppia con Nastase. Riesce finalmente ad impressionare anche nello Slam di New York raggiungendo i quarti contro John Newcombe. Al Masters raggiunge la semifinale, eliminato da Năstase. Grazie a questi risultati chiude l'anno al terzo posto della neonata classifica mondiale.
Il 1974 è l'anno migliore della carriera di Connors. Prende parte per la prima volta all'Australian Open vincendo il primo torneo dello Slam della carriera contro Phil Dent. Nei mesi seguenti si aggiudica tornei in sequenza con grande facilità vincendo a Roanoke (terzo anno consecutivo), Little Rock, Birmingham, Salisbury, Hampton, Salt Lake City, Tempe e Manchester. Salta l'Open di Francia poiché membro dell'associazione World Team Tennis ma a Wimbledon vince il suo secondo Slam sconfiggendo lungo il percorso Phil Dent e Adriano Panatta, in semifinale Dick Stockton e nell'ultimo atto supera agevolmente in tre set Ken Rosewall 6-1, 6-1, 6-4. Grazie a questa vittoria il 29 luglio 1974 diventa il nuovo numero uno del mondo. La stagione prosegue con la vittoria nel torneo di categoria AA di Indianapolis contro Björn Borg per 5-7, 6-3, 6-4 e infine con l'ultimo slam stagionale, lo US Open in cui sconfigge Roscoe Tanner in semifinale e Ken Rosewall in finale con il perentorio punteggio di 6-1, 6-0, 6-1. A New York arriva anche in finale nel torneo di doppio misto in coppia con Chris Evert (all'epoca sua compagna anche nella vita). Prima della fine della stagione si aggiudica altri tre tornei tra cui il Group AA di Johannesburg contro Arthur Ashe. Non prende parte al Masters di fine stagione, ma nonostante questo termina l'anno al numero uno della classifica mondiale con un eloquente score stagionale di 93 vittorie e quattro sconfitte, durante la stagione ha infilato una striscia di 33 vittorie consecutive.
Il 1975 inizia con la seconda e ultima partecipazione all'Australian Open, stavolta Jimmy viene sconfitto nell'atto conclusivo in quattro set da John Newcombe. Nei mesi seguenti si aggiudica diversi tornei sconfiggendo molti ottimi giocatori come Vitas Gerulaitis, Jürgen Fassbender, Brian Gottfried e Ken Rosewall. Come l'anno precedente salta lo slam parigino e a Londra arriva in finale da favorito superando senza perdere set Lloyd, Amritraj, Dent, Cox, Ramírez e Tanner; tuttavia il titolo gli viene negato a sorpresa dal trentaduenne Arthur Ashe che lo sconfigge in quattro set. Dopo Wimbledon continua a raggiungere finali e a vincere tornei, mantenendo ininterrottamente la prima posizione mondiale per tutto l'anno. All'US Open sconfigge in una combattuta semifinale Björn Borg per 7-5, 7-5, 7-5 e raggiunge la terza finale in tre tornei del Grande Slam ma ancora una volta viene sconfitto, stavolta dallo spagnolo Manuel Orantes. Prende parte alla sua prima Coppa Davis ma la squadra americana dopo aver travolto 5-0 la selezione dei Caraibi si arrende per 3-2 al Messico. Durante l'anno ha raggiunto 15 finali vincendo 9 tornei, con un bilancio stagionale di 82 vittorie e 8 sconfitte.
Nel 1976 Connors salta i primi due slam ma vince il four star di Washington e il five-star di Indianapolis e vari tornei minori, subisce anche tre sconfitte in finale (tutte ad opera di Ilie Năstase). A Wimbledon viene sconfitto da Roscoe Tanner nei quarti di finale ma all'US Open riesce ad imporsi superando Vitas Gerulaitis, Guillermo Vilas, e in finale Borg. Vince anche il three star di Wembley (prendendosi la rivinicita contro Tanner), il torneo WCT di Filadelfia e torneo di Las Vegas. A fine anno si è aggiudicato 13 titoli su 15 finali disputate e ha avuto un bilancio di 90-8. Chiude l'anno al numero uno della classifica mondiale per il terzo anno consecutivo, posizione mai ceduta in tutta la stagione.
Il 1977 aggiunge altri otto tornei al suo palmarès, vincendo il Torneo di Las Vegas. Come negli anni precedenti salta gli Australian Open in entrambe le occasioni (quell'anno si tennero due tornei, a gennaio e dicembre). A Wimbledon affronta per la prima volta il debuttante John McEnroe in semifinale, sconfiggendolo in quattro set. In finale si deve arrendere al quinto set contro il campione in carica Björn Borg. Nello slam di New York arriva per la quarta volta consecutiva in finale, ma stavolta deve soccombere a Guillermo Vilas in quattro set. Il 23 agosto 1977 Borg pone fine alle 160 settimane consecutive di Jimmy in testa alla classifica mondiale, tuttavia dopo una sola settimana Connors riprende la vetta del ranking. A fine anno riesce a vincere il primo WCT Finals della sua carriera e il primo e unico Masters sconfiggendo Borg in finale. Chiude l'anno al primo posto del ranking mondiale con 8 vittorie in 15 finali e un bilancio di 65–10.
Il 1978 inizia con la finale al Pepsi Grand Slam 1978 in cui viene sconfitto da Borg, pochi giorni dopo vince lo U.S. Pro Indoor contro Tanner e a febbraio vince sia a Denver che a Memphis. Sconfigge due volte in finale Ramírez a Rotterdam e Birmingham, poi affronta e sconfigge il messicano anche nei quarti di Wimbledon, in semifinale sconfigge con grande autorevolezza Vitas Gerulaitis per 9-7, 6-2, 6-1 ma in finale Borg è troppo forte. Lo svedese centra il suo terzo successo consecutivo sconfiggendo nettamente Connors in tre set con il punteggio di 6-2, 6-2, 6-3. Dopo Wimbledon vince al Washington Open contro Eddie Dibbs a luglio e ad agosto lo U.S. Men's Clay Court Championships contro José Higueras e lo Stowe Open su Tim Gullikson. All'US Open Connors sfodera una prestazione storica sconfiggendo Adriano Panatta negli ottavi, Brian Gottfried nei quarti, John McEnroe in semifinale e si prende la rivincita battendo Borg 6-4 6-2 6-2 all'ultimo atto, per Connors è la quinta finale consecutiva e il terzo titolo. Dopo New York si aggiudica anche l'Australian Indoor Championships, ma al Masters di fine anno viene eliminato nel girone di prima fase.
Il 1979 si apre con la conquista di due tornei consecutivi: l'ATP Birmingham e lo U.S. Pro Indoor. In febbraio perde contro Borg la finale al Pepsi Grand Slam ma vince a Memphis contro Arthur Ashe. Il 9 aprile 1979 perde dopo 84 settimane la cima del ranking a favore di Borg, il 21 maggio riconquista la vetta fino al 9 luglio, quando lo svedese riprende il primato, stavolta definitivamente. Alle WCT Finals perde in semifinale contro John McEnroe, poi si presenta all'Open di Francia per la prima volta dal 1973, in questa occasione arriva nella semifinale superando Manuel Orantes ma viene sconfitto da Víctor Pecci, che poi perderà la finale contro Borg. Anche a Wimbledon arriverà fino in semifinale, eliminato in tre set ancora da Borg. Nel terzo slam di stagione arriva ancora alla semifinale, stavolta estromesso da John McEnroe, che poi vincerà il titolo contro Gerulaitis. Dopo New York arriva in finale a Tokyo ma verrà sconfitto da Borg e si aggiudica il torneo di Hong Kong battendo Pat Du Pré. Nel Masters di fine stagione (disputato a gennaio dell'anno seguente) viene sconfitto nel girone eliminatorio da Borg, ma poi vince contro Roscoe Tanner e José Higueras qualificandosi per la semifinale in cui viene battuto da 7-5, 6-2 da Vitas Gerulaitis. Dopo cinque anni consecutivi chiusi al primo posto del ranking stavolta è al secondo posto; in tutta la stagione ha raggiunto 12 finali e vinto 8 titoli con un bilancio di 72 vittorie e 11 sconfitte.

### 1980-1981: Bjorn Borg e John McEnroe
Fin dal 1976 Connors ha dovuto imparare a temere il giovane campione Björn Borg e dalla finale dell'US Open 1978 Jimmy non è più riuscito a battere lo svedese. A partire dal 1977 sulla scena subentra anche il fortissimo e lunatico americano John McEnroe, che inizierà a mietere successi nel circuito professionistico a partire dall'anno seguente. Nel biennio 1980-81 Connors viene eclissato dalla rivalità tra Borg e McEnroe e i suoi risultati ne risentono. Mentre i due si contendono la vetta del ranking, Connors rimane stabilmente al terzo posto della classifica, vince ancora tornei minori ma non riesce a raggiungere alcuna finale nel Grande Slam venendo spesso eliminato per mano di uno o dell'altro.
Nel 1980 vince a Birmingham, a Philadelphia e alle WCT Finals 1980 (unico torneo di rilievo vinto in questo periodo, Borg assente) in questi ultimi due sconfigge proprio McEnroe nelle finali. All'Open di Francia arriva in semifinale ma viene sconfitto in cinque set dal connazionale di origine lituana Vitas Gerulaitis, il quale perderà poi la finale contro Borg. Anche a Wimbledon raggiunge il penultimo atto e viene battuto da McEnroe (poi protagonista di una leggendaria finale contro Borg vinta dallo svedese). A luglio vince il torneo di North Conway ma agli US Open viene nuovamente eliminato da McEnroe in semifinale. Nel finale di stagione vince due tornei minori a Guangzhou e Tokyo; nel Masters di fine anno vince tutte le tre partite del girone contro Guillermo Vilas, Harold Solomon e Ivan Lendl ma viene eliminato in semifinale da Borg. Il bilancio stagionale è di 72-16 e comprende 6 titoli in otto finali.
Nel 1981 vince il suo primo titolo a febbraio a La Quinta contro Ivan Lendl, poi vince anche a Bruxelles e Rotterdam. A Monte Carlo disputa una finale contro Vilas sospesa nel primo set sul 5 pari, pertanto i due curiosamente non concluderanno la partita e il titolo non verrà mai assegnato. A maggio è finalista ad Amburgo, perdendo contro Peter McNamara, e all'Open di Francia esce ai quarti ad opera dell'argentino José Luis Clerc. A Wimbledon in semifinale contro Borg, dopo essere stato in vantaggio di due set a zero subisce la rimonta dello svedese che si impone al quinto set. Anche agli US Open esce al penultimo atto per mano dello svedese, che vince nettamente 6-2, 7-5, 6-4. In novembre vince a Wembley superando McEnroe nella finale. Nel Masters di fine anno non va oltre il girone del primo turno, vince contro Eliot Teltscher ma perde contro Tanner e McEnroe. Unica soddisfazione in un'annata avara è la vittoria in Coppa Davis, Connors è fondamentale nei quarti di finale contro la Cecoslovacchia vincendo due singolari contro Tomáš Šmíd e soprattutto Ivan Lendl. In tutta la stagione ha raggiunto sei finali vincendo quattro tornei, ha chiuso l'anno al numero tre del ranking mondiale e il suo bilancio è stato 63–11.

### 1982-1985: Di nuovo al vertice
Nonostante occupi la terza posizione del ranking Connors è oramai prossimo ai trenta anni e da tre anni non ottiene risultati di rilievo nei tornei che contano; nonostante il ritiro di Borg per molti appassionati è un giocatore destinato ad un rapido declino per via della comparsa di altri grandi talenti come Ivan Lendl e Mats Wilander. Con queste premesse Connors inizia il 1982 senza grandi aspettative, il primo titolo arriva a fine febbraio a Monterrey, poi due finali consecutive a Rotterdam e Milano perse entrambe contro Vilas. In aprile vince due tornei ravvicinati a Los Angeles e Las Vegas. Al primo appuntamento con il grande tennis a Parigi (nonostante l'assenza di McEnroe) viene eliminato nei quarti di finale da José Higueras in tre set. L'inizio della rivalsa è al Queen's Club Championships 1982, tradizionale prequel di Wimbledon, quando supera Kevin Curren in semifinale e John McEnroe in finale in due set. Nello slam londinese arriva in finale ancora contro McEnroe e nonostante sia sfavorito dal pronostico riesce ad avere la meglio in cinque combattuti set. In agosto vince a Columbus battendo Brian Gottfried in finale e all'US Open dà prova di grande autorità sconfiggendo Guillermo Vilas in semifinale e Ivan Lendl in finale conquistando il suo quarto titolo a New York e il settimo slam in carriera. Grazie a questa serie inaspettata di vittorie Connors riesce a riprendersi la prima posizione del ranking mondiale il 13 settembre 1982 e la manterrà per sette settimane prima di cederla nuovamente a McEnroe. Entro la fine dell'anno riuscirà ad essere numero 1 del mondo ancora una volta per una sola settimana. Dopo New York raggiunge l'ultima finale di stagione al Pacific Coast Championships 1982 ma viene battuto nettamente 6-1 6-3 da McEnroe. Al Masters di fine anno vince il primo incontro con Johan Kriek ma perde in semifinale contro Ivan Lendl. Dopo anni di risultati deludenti Connors nel 1982 ha vinto due slam sui tre a cui partecipato, vinto in totale sette titoli in undici finali e chiude l'anno al secondo posto della classifica mondiale con un bilancio di 78–11.
Nel 1983 vince i tornei di Memphis e Las Vegas ma al Roland Garros di Parigi esce a sorpresa ai quarti per mano della rivelazione del torneo Christophe Roger-Vasselin. Come l'anno precedente vince al Queen's superando McEnroe in finale, quindi a Wimbledon è chiamato a difendere il suo titolo ed è tra i favoriti, tuttavia il torneo sarà deludente in quanto si arrenderà allo specialista Kevin Curren nel quarto turno. Diversamente da Wimbledon, a New York riesce a difendere il titolo vincendo l'ottavo e ultimo slam della carriera superando Lendl in quattro set nella finale. Con questo titolo stabilisce il primato di cinque US Open conquistati nell'era Open (poi eguagliato da Sampras e Federer). Ciò che resta della stagione è abbastanza deludente, l'unica nota di rilievo è la finale al Wembley Championship 1983 in cui viene battuto da McEnroe. La stagione viene chiusa al Masters di fine anno in cui perde in semifinale contro Lendl. Durante l'anno si alterna con McEnroe e Lendl in cima al ranking mondiale, il 13 giugno 1983 conquista per l'ultima volta in carriera la prima posizione del ranking mondiale mantenendola per tre settimane, portando il suo totale di permanenza al vertice a 268 settimane, stabilendo un record che verrà battuto nel 1990 da Ivan Lendl (e poi superato anche da Pete Sampras nel 1999, Roger Federer nel 2010 e Novak Djokovic nel 2019). Chiude l'anno al numero tre del ranking con 52 vittorie e 11 sconfitte e quattro titoli su cinque finali disputate.
Il 1984 è l'anno di John McEnroe, Connors e gli altri sono costretti a cedere allo strapotere dell'irrequieto tennista statunitense. Jimmy inizia la stagione vincendo due tornei consecutivi in febbraio a Memphis e La Quinta, poi a marzo vince anche a Boca West. Al WCT Finals 1984 di aprile perde in finale contro McEnroe e all'Open di Francia sempre McEnroe lo elimina in semifinale in tre set, nonostante tutto poi l'americano perderà una finale rocambolesca contro Lendl. Al Queen's stavolta McEnroe sconfigge Jimmy in due set in semifinale, e anche in finale a Wimbledon McEnroe è troppo forte e gli infligge una dura lezione battendolo 6-1, 6-1, 6-2. Connors aveva raggiunto la sua ultima finale nel grande slam superando con autorevolezza Tim Mayotte, Paul Annacone e Ivan Lendl. Arriva in semifinale a Montréal ma è ancora McEnroe ad eliminarlo nettamente in due set, pochi giorni dopo a New York il copione si ripete con McEnroe che supera Jimmy in semifinale e poi vince il titolo contro Lendl. Jimmy si consola vincendo a Los Angeles e Tokyo (su Lendl). Nel Masters di fine stagione arriva in semifinale, eliminato da Lendl (che poi perderà la finale contro McEnroe). Durante l'anno ha raggiunto 7 finali vincendone 5 su 22 tornei disputati con un bilancio di 74-14 chiude la stagione al secondo posto del ranking. Con la squadra americana arriva in finale in Coppa Davis ma perde per mano della selezione svedese di Wilander.
Il 1985 non si apre bene e Connors raggiunge la sua prima finale solo a marzo a Fort Myers, perdendola nettamente contro Lendl; poi anche a Chicago raggiunge la finale contro McEnroe, ma la perde per walkover. Al WCT Finals 1985 e all'Open di Francia perde con Lendl in semifinale. Anche sull'erba londinese viene eliminato al penultimo atto da Kevin Curren; stesso destino all'US Open per mano di Lendl. Raggiunge due finali ma per la prima volta dall'inizio della sua carriera da professionista non vince nessun titolo. I buoni piazzamenti tuttavia gli consentono di mantenere il quarto posto del ranking mondiale.

### 1986-1996: Ultimi anni
Nel 1986 Connors non vince nessun torneo ma raggiunge quattro finali nel corso della stagione; la prima è a marzo nel Paine Webber Classic 1986 ma perde 6-2, 6-0 con Ivan Lendl. Salta l'Open di Francia a maggio e il mese dopo nel Queen's raggiunge l'atto conclusivo ma si ritira sul 6-4 2-1 in favore di Tim Mayotte, questo fa ben sperare per Wimbledon ma sorprendentemente Jimmy esce al primo turno per mano di Robert Seguso. In agosto è in finale a Cincinnati ma perde 6-4 6-1 contro Wilander, tuttavia come a Londra la sua prestazione nello slam di New York è estremamente deludente: verrà eliminato nel secondo turno da Claudio Pistolesi. Nel resto della stagione raggiunge la finale anche al Pacific Coast Championships 1986 ma viene battuto 7-6 6-3 da McEnroe. Chiude l'anno all'ottavo posto del ranking con uno score di 45–15.
Il 1987, come l'anno precedente, non lo vede trionfare in nessun torneo, tuttavia nel grande slam le sue prestazione sono migliori rispetto alla precedente stagione. All'Open di Francia arriva ai quarti di finale, eliminato da Boris Becker mentre nei restanti due slam arriva alla semifinale, battuto rispettivamente da Pat Cash e Ivan Lendl. In febbraio raggiunge la finale al Volvo U.S. National Indoor 1987 ma viene battuto da Stefan Edberg in due set. Il mese successivo è ad Orlando che cede all'ultimo atto al sudafricano Christo van Rensburg. In giugno al Queen's raggiunge l'ultima finale stagionale perdendo contro Becker. Grazie agli ottimi piazzamenti soprattutto nel grande slam riesce a chiudere la stagione al quarto posto del ranking mondiale, la stagione ha uno score di 52–19.
Nel 1988 arriva in finale a Milano contro Yannick Noah ma si ritira sul 4 pari nel primo set. Un mese dopo è in finale a Miami ma perde ancora contro Wilander. A luglio a Washington vince contro Andrés Gómez il primo titolo dopo 4 anni di digiuno e si ripete a Tolosa in ottobre contro Andrej Česnokov. Nei tornei del grande slam arriva al quarto turno a Wimbledon, battuto da Patrik Kühnen, e ai quarti dell'US Open battuto da Andre Agassi, che in futuro sarà considerato il suo principale erede. Per l'ultima volta chiude l'anno in top ten, al settimo posto.
Il 1989 è una stagione incolore. Solo nel mese di ottobre ha un sussulto vincendo il torneo di Tolosa battendo McEnroe e pochi giorni dopo vince anche a Tel Aviv su Gilad Bloom il suo titolo numero 109 nel singolare, record tuttora imbattuto per il tennis maschile. A Parigi e Londra esce al secondo turno mentre a New York arriva fino ai quarti, estromesso a opera di Andre Agassi. Chiude l'anno al 14º posto del ranking, per la prima volta in carriera fuori dalla top ten.
Nel 1990 passa tutta la stagione a fare da spettatore, a causa dei vari problemi che lo affliggono (data anche l'età ormai prossima ai 40). Prende parte solo a tre tornei perdendo sempre al primo turno. La mancanza di risultati lo fa precipitare al posto 936 della classifica mondiale.
Il 1991 è l'anno dell'ultimo acuto della sua carriera: raggiunge la semifinale all'US Open come wildcard, ma viene battuto da Jim Courier. Successivamente raggiunge la semifinale anche nel torneo di Basilea, ma viene battuto dall'eterno rivale McEnroe. Grazie all'exploit di New York riesce a risalire fino al 49º posto del ranking.
Nel 1992 prende parte agli ultimi slam della carriera, venendo eliminato al primo turno a Parigi e Londra e al secondo turno a New York. Non raggiunge finali e a fine anno è numero 84 del mondo. L'unica nota positiva è la partecipazione a settembre nella riedizione della battaglia dei sessi contro Martina Navrátilová, in cui Connors si impone 7-5, 6-2.
Negli anni seguenti Connors partecipa a pochissimi tornei (cinque nel 1993, due nel 1994) subendo sempre eliminazioni nei primi turni. Nel 1995 ad Halle arriva ai quarti di finale perdendo contro Marc Rosset, la partita negli ottavi contro il tedesco Martin Sinner sarà la sua 1274° e ultima vittoria da professionista. L'anno seguente prende parte a un solo torneo ad Atlanta, perdendo al primo turno contro Richey Reneberg la partita numero 1557 della sua carriera da professionista (1274 vittorie e 283 sconfitte il bilancio finale), successivamente annuncia il ritiro all'età di 44 anni.

## Rivalità e scontri diretti con i principali avversari

### Björn Borg
La rivalità tra Borg e Connors si può riassumere in tre fasi. Nella prima (1973-1976) c'è stata una netta prevalenza di Connors che dopo aver perso la prima gara vinse le successive 6. Nella seconda (1977-1978) una prevalenza di Borg, ma non assoluta: lo svedese vinse i due match ufficiali del 1977 ma pareggiò (2-2) nel 1978. La finale dell'US Open del 1978 fu l'ultima vittoria di Connors, perché nel terzo e ultimo periodo (1979-1981) Borg vinse tutte le 10 sfide tra i due portando il bilancio a suo favore per 15-8.
La maggior parte delle sfide (7) sono state disputate sul campo sintetico con netta prevalenza dello svedese per 5-2. Nelle 6 sfide disputate sulla terra battuta il bilancio è in perfetta parità mentre nelle 5 sfide su cemento prevale l'americano per 3-2. Connors non ha mai battuto Borg sul campo d'erba, e nelle 4 sfide disputate a Wimbledon lo svedese è sempre riuscito ad imporsi sul rivale. Nelle grandi finali giocate tra i due, il bilancio è di 3-2 a favore di Connors, che ha vinto due US Open e un Tour Finals (Masters), perdendo due Wimbledon.

### John McEnroe
La rivalità tra Connors e McEnroe (così come quella con Lendl) è caratterizzata anche da antipatia personale oltre che da rivalità sportiva. I due infatti avevano temperamenti molto forti in campo e fuori, arrivando a scontrarsi verbalmente in molte occasioni. Nei primi due anni di sfide ha prevalso nettamente Connors, mentre a partire dal 1979 le loro sfide sono state molto equilibrate e i due hanno alternato vittorie e sconfitte.
Connors comunque è stato in vantaggio nel testa a testa fino al 1984, stagione in cui ha subito 6 sconfitte dal rivale in altrettante partite, proseguendo una serie di 10 sconfitte consecutive (11 se si conta anche una per walkover) iniziata nel 1983 e che durerà fino al 1986. Solo nel 1987, a Montréal, Connors è riuscito a sconfiggere nuovamente McEnroe, ripetendosi poi due anni dopo a Tolosa. L'ultimo match tra i due è la semifinale di Basilea vinta da McEnroe per 6–1, 6–3. Complessivamente il bilancio è 20-14 in favore di McEnroe.

### Ivan Lendl
Come per McEnroe la rivalità tra Jimmy Connors e Ivan Lendl è caratterizzata anche da questioni personali. In particolare è celebre l'episodio del Masters 1980, in cui Lendl nella fase a gironi perse di proposito contro Connors per poter evitare di affrontare in semifinale il temutissimo Borg, preferendogli il più morbido Gene Mayer. In quell'occasione Connors definì apertamente Lendl un vigliacco e lo insultò pesantemente. Connors affrontò Borg in semifinale venendo sconfitto, mentre Lendl - come prevedibile - vinse agevolmente contro Mayer. Tuttavia lo svedese poi supererà nettamente anche il cecoslovacco in finale.
Lendl è più giovane di 8 anni,  pertanto nella loro rivalità ha pesato maggiormente la differenza anagrafica. Nei primi anni da professionista di Lendl (fino al 1981) tutte le prime otto sfide saranno vinte da Connors. La prima vittoria di Lendl risale al 1982 a Cincinnati. Nel periodo 1982-1984 le loro sfide saranno equilibrate con un bilancio a favore di Lendl 8-5, tuttavia Connors ha vinto le sfide più importanti come le due finali consecutive 1982-83 all'US Open e la semifinale di Wimbledon del 1984. A partire dal 1985 il declino della carriera di Connors ha reso le loro sfide meno avvincenti e Lendl ha vinto tutte le 15 partite tra il 1985 e il 1992. Il bilancio finale è di 22-13 per Lendl.

### Altri
Avversario ostico se non addirittura bestia nera per Connors nei primi anni di carriera è stato il rumeno Ilie Năstase, con cui però ha mantenuto relazioni amichevoli al punto da giocare diversi tornei di doppio assieme (e vincere a Wimbledon e all'US Open). Quando Connors era ancora dilettante ai primi passi nel circuito Năstase era già considerato uno dei più forti tennisti del mondo, al punto che quando l'ATP creerà la classifica mondiale Năstase sarà il primo leader del circuito. I due si sono incontrati per la prima volta a Salisbury con faticosa vittoria del rumeno. La prima vittoria di Connors (dopo otto sconfitte consecutive) arriverà nel 1973, ma nel biennio 1971-73 il bilancio è un eloquente 11-1. Tra il 1974 e il 1977 è il periodo di maggiore equilibrio con prevalenza di Connors 6-4. Dopo il 1977 Năstase non è più stato in grado di impensierire Connors, perdendo abbastanza nettamente tutte le sei partite disputate. Pertanto il bilancio finale è di 15-12 per Năstase.
Guillermo Vilas è stato un giocatore altamente specializzato sul campo di terra battuta, superficie dove Connors non ha mai particolarmente brillato, preferendo erba, cemento e sintetici. Questo ha limitato le loro sfide a solo 9 incontri, nonostante i due fossero coetanei e abbiano vissuto le loro carriera in parallelo. In particolare ci si ricorda delle tre partite disputate all'US Open nel 1976 in semifinale (vittoria di Connors), nel 1977 in finale (Vilas) e nel 1982 in semifinale (Connors) Il bilancio finale è 5-4 per Jimmy.
Menzione a parte per Vitas Gerulaitis in quanto parlare di vera e propria rivalità in questo caso è scorretto, poiché il bilancio finale è nettamente favorevole a Connors per 17-6. Le vittorie di Gerulaitis si collocano tutte nel periodo 1979-1982, periodo migliore del tennista di origine lituana e al contrario periodo di crisi per Connors. In precedenza Connors aveva vinto tutte le 15 sfide disputate. A partire dal 1983 Jimmy tornerà ai livelli precedenti al 1980 e vincerà le ultime due partite contro Gerulaitis.
Tra i tennisti che sono riusciti a battere più volte Connors nei suoi anni migliori e sono riusciti sporadicamente ad impensierirlo vanno citati Roscoe Tanner, Manuel Orantes, Adriano Panatta e Dick Stockton; contro tutti questi tennisti Jimmy ha comunque un bilancio nettamente positivo.
Connors nell'ultima parte della sua carriera ha disputato diverse partite con la generazione di campioni che dominò il tennis nella seconda metà degli anni ottanta e nei primi anni novanta. Il bilancio nel testa a testa è in tutti questi casi impietoso, in quanto vede giovani campioni all'apice della forma contro un giocatore anziano (in alcuni casi prossimo ai 40 anni). In dettaglio il bilancio di Connors è negativo contro Andre Agassi (0-2), Pete Sampras (0-2), Mats Wilander (0-5) e Boris Becker (0-6). Unica eccezione è Stefan Edberg con cui ha un bilancio in parità (6-6), avendolo affrontato anche durante la prima metà degli anni ottanta.

## Caratteristiche

### Stile
Connors, mancino, era famoso per il rovescio a due mani e per la straordinaria risposta al servizio. Il suo stile era basato su un gioco tutto di anticipo, con colpi piatti pesantissimi e senza rotazione, e discese a rete per chiudere i punti già praticamente vinti dal fondo. Tale stile di gioco, tipicamente femminile, è dovuto al fatto che Connors ebbe come insegnanti la nonna e la madre. Inoltre il gioco d'anticipo, che sfrutta l'energia impressa alla palla dall'avversario, gli ha permesso di giocare ad alti livelli fino a 40 anni. Rovescio, risposta al servizio (sia di diritto che di rovescio), pallonetto, anticipo, gioco a rete e carattere da combattente (Rino Tommasi lo ha più volte definito un pugile mancato) erano le sue peculiarità positive, il servizio poco potente e il dritto poco sicuro i suoi punti deboli. Fu il primo attaccante da fondocampo ed ebbe in Andre Agassi il suo discendente più diretto. I due furono anche protagonisti di un memorabile quarto di finale agli US Open 1989, perso al quinto set da un Connors ormai trentasettenne.

### Carattere
Oltre che per i suoi successi ed il suo stile innovativo, Connors è stato celebre fin dall'inizio della sua carriera anche per il suo comportamento particolarmente esuberante e spesso scorretto in campo. Agli inizi degli anni settanta il tennis era ancora uno sport dove vigevano regole di etichetta severissime e Connors fu uno dei primi casi di giocatore insofferente alla ferrea disciplina imposta dal galateo. Prima di lui solo Ilie Năstase aveva occasionalmente infranto l'etichetta, commettendo comunque infrazioni di lieve entità (principalmente gesti istrionici e qualche siparietto che molti spettatori trovavano già all'epoca divertente) e presto perdonate a causa del carattere notoriamente guascone del tennista rumeno.
Connors al contrario fu il primo giocatore a compiere atti considerati all'epoca realmente antisportivi, come esultare platealmente con gesti e grida dopo ogni punto conquistato, rivolgere parole di scherno agli avversari ed esibirsi in proteste focose ed eccessive contro le valutazioni degli arbitri e dei giudici di linea. A causa di questo atteggiamento, nei primi anni di carriera Connors fu decisamente impopolare ed antipatico al pubblico più tradizionalista, guadagnandosi però una fama da ribelle che conquisterà una minoranza del pubblico più giovane.
Solo con la comparsa di altri giocatori dal carattere simile, come il cecoslovacco Ivan Lendl o l'americano John McEnroe, l'immagine pubblica di Connors ebbe un miglioramento, fino a renderlo uno dei tennisti più amati del periodo. In particolare la presenza dell'irascibile connazionale McEnroe e dei suoi eccessi (con cui Connors ebbe diversi battibecchi in campo e fuori) rendeva Connors un tennista "quasi normale".

## Statistiche

### Singolare

#### Grande Slam

##### Vinte (8)
| Anno | Torneo          | Avversario in finale | Punteggio in finale     |
| 1974 | Australian Open | Phil Dent            | 7–6, 6–4, 4–6, 6–3      |
| 1974 | Wimbledon       | Ken Rosewall         | 6–1, 6–1, 6–4           |
| 1974 | U.S. Open       | Ken Rosewall         | 6–1, 6–0, 6–1           |
| 1976 | U.S. Open (2)   | Björn Borg           | 6–4, 3–6, 7–6, 6–4      |
| 1978 | U.S. Open (3)   | Björn Borg           | 6–4, 6–2, 6–2           |
| 1982 | Wimbledon (2)   | John McEnroe         | 3–6, 6–3, 6–7, 7–6, 6–4 |
| 1982 | U.S. Open (4)   | Ivan Lendl           | 6–3, 6–2, 4–6, 6–4      |
| 1983 | U.S. Open (5)   | Ivan Lendl           | 6–3, 6–7, 7–5, 6–0      |

##### Perse (7)
| Anno | Torneo          | Avversario in finale | Punteggio in finale     |
| 1975 | Australian Open | John Newcombe        | 5–7, 6–3, 4–6, 6(7)–7   |
| 1975 | Wimbledon       | Arthur Ashe          | 6–1, 6–1, 5–7, 6–4      |
| 1975 | US Open         | Manuel Orantes       | 6–4, 6–3, 6–3           |
| 1977 | Wimbledon (2)   | Björn Borg           | 3–6, 6–2, 6–1, 5–7, 6–4 |
| 1977 | US Open (2)     | Guillermo Vilas      | 2–6, 6–3, 7–5, 6–0      |
| 1978 | Wimbledon (3)   | Björn Borg           | 6–2, 6–2, 6–3           |
| 1984 | Wimbledon (4)   | John McEnroe         | 6–1, 6–1, 6–2           |